# Sinusno ravnalo
Sinusno ravnalo služi za točno postavljanje kuta kod kontrolnika i steznih naprava. Sastoji se od ravnala i dva valjkasta kalibra s potpuno istim promjerima. Spojnica njihovih središta mora biti potpuno paralelna s rubom ravnala. Udaljenost između središta valjaka mora biti poznata i obično je 100 – 200 mm. Zbog dobrog nalijeganja i točnih rezultata preporučuje se ispod valjaka postaviti mjerne pločice ili etalone.
Kut se računa prema trigonometrijskoj funkciji sinusa kuta. Udaljenost između središta valjaka je hipotenuza, a okomiti razmak je nasuprotna kateta kutu u pravokutnom trokutu.
{\displaystyle \sin \left(kuta\right)={suprotna-stranica \over hipotenuza}}